# Radiació fotosintèticament activa

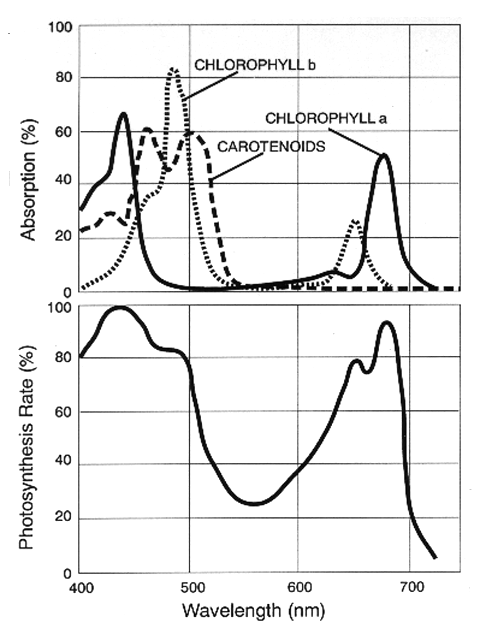
Espectres d'absorció per clorofil·la A, clorofil·la B i carotenoides extrets en una solució. espectre d'acció de PAR (evolució d'oxigen per fotó incident) d'un cloroplast aïllat.

La radiació fotosintèticament activa, sovint abreujada PAR, designa el rang espectral (banda d'ones) de la radiació solar de 400 a 700 nanòmetres que els organismes fotosintètics poden utilitzar en el procés de fotosíntesi. Aquesta regió espectral es correspon més o menys amb el rang de llum visible per a l'ull humà. Els fotons en longituds d'ona més curtes solen ser tan energètics que poden ser perjudicials per a les cèl·lules i els teixits, però la capa d'ozó els filtra majoritàriament a l'estratosfera. Els fotons a longituds d'ona més llargues no porten energia suficient per permetre la fotosíntesi.
Altres organismes vius, com ara cianobacteris, bacteris porpra i heliobacteris, poden explotar la llum solar en regions espectrals lleugerament esteses, com l'infraroig proper. Aquests bacteris viuen en ambients com el fons d'estanys estancats, sediments i profunditats oceàniques. A causa dels seus pigments, formen matalassos de colors verds, vermells i violeta.
La clorofil·la, el pigment vegetal més abundant, és més eficient en la captura de la llum vermella i blava. Els pigments accessoris, com els carotens i les xantofil·les, recullen una mica de llum verda i la passen al procés fotosintètic, però una bona part de les longituds d'ona verda són reflectides per donar a les fulles llur color característic. Una excepció al predomini de la clorofil·la és la tardor, quan la clorofil·la es degrada (ja que conté N i Mg), però no pas els pigments accessoris (perquè només contenen C, H i O) i romanen a la fulla produint limbes de color vermell, groc i taronja.
En les plantes terrestres, les fulles absorbeixen principalment la llum vermella i blava en la primera capa de cèl·lules fotosintètiques a causa de l'absorció de clorofil·la. La llum verda, però, penetra més profundament en l'interior de la fulla i pot conduir la fotosíntesi de forma més eficient que la llum vermella. A causa que les longituds d'ona verdes i grogues poden transmetre's a través de la clorofil·la i la fulla sencera, tenen un paper fonamental en el creixement sota la massa foliar d'arbres i arbusts.
La mesura de la PAR s'utilitza en agricultura, silvicultura i oceanografia. Un dels requisits per a les terres agrícoles productives és comptar amb una PAR adequada, de manera que PAR s'utilitza per avaluar el potencial d'inversió agrícola. Els sensors PAR estacionats en diversos nivells del dosser forestal mesuren el patró de disponibilitat i utilització de PAR. La velocitat fotosintètica i els paràmetres relacionats es poden mesurar de forma no destructiva mitjançant un sistema de fotosíntesi, i aquests instruments mesuren PAR i de vegades controlen PAR a intensitats fixades. Els paràmetres PAR també s'utilitzen per calcular la profunditat eufòtica a l'oceà.
En aquests contextos, la preferència de la PAR a altres indicadors d'il·luminació, com el flux lluminós i la il·luminància, és que aquestes mesures es basen en la percepció humana de la brillantor, que és fortament basada en el verd i que no descriu amb precisió la quantitat de llum que es pot utilitzar per a la fotosíntesi.